# Jonathan Toews

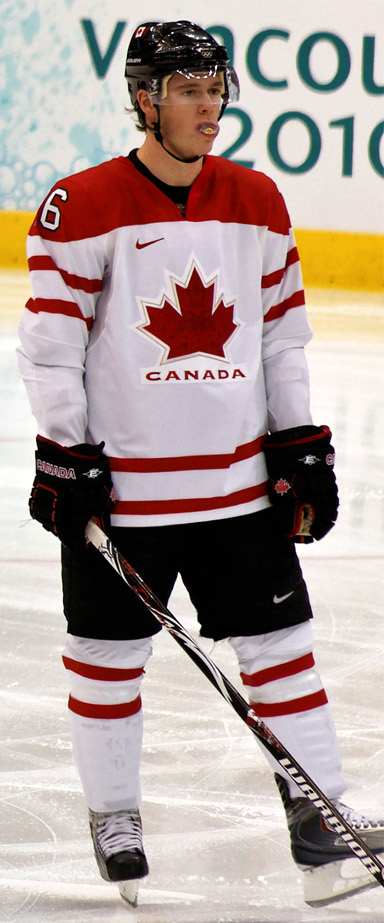
Toews med Kanada i OS 2010

Jonathan Bryan Toews [ˈteɪvz], född 29 april 1988 i Winnipeg, Manitoba, är en kanadensisk ishockeycenter som hör till stjärnorna i NHL-laget Chicago Blackhawks. I 2006 års NHL-draft valdes han som tredjeval totalt, just före svenske Nicklas Bäckström. Han är en trefaldig Stanley Cup-mästare med Blackhawks 2010, 2013 och 2015.
Toews valdes först av alla i 2003 års WHL-draft men valde att istället satsa på high school- och college-hockeyn, där han kom att fira stora framgångar. Han var även nyckelspelare för Kanadas juniorlandslag i ett flertal turneringar, däribland JVM 2006 och 2007, då det blev guld vid båda tillfällena. År 2007 fick han dessutom spela senior-VM för Kanada och eftersom det blev guld där också, kan Toews titulera sig den förste kanadensare att vinna både JVM- och VM-guld samma år.
16 maj 2007 skrev Toews på ett treårskontrakt med Chicago Blackhawks men missade sedan sina första två matcher i NHL till följd av ett brutet finger. Han revanscherade sig dock genom att göra mål på sitt första skott i NHL – i debuten den 10 oktober 2007 – och gjorde poäng i tio matcher på raken, däribland några av de mest spektakulära målen under den säsongen. Toews och den sju månader yngre radarpartnern Patrick Kane levde redan från början upp till alla högt ställda förväntningar. Med sina 24 mål vann Toews skytteligan för rookies och kom med totalt 54 poäng trea i rookie-poängligan.
Toews blev i juli 2008 vid en ålder av 20 år och 79 dagar lagkapten för Blackhawks. Toews är hittills (2013) den fjärde yngste lagkaptenen i NHL:s historia. Endast Colorados Gabriel Landeskog (19 år och 286 dagar), Pittsburghs Sidney Crosby (19 år, 297 dagar) och Tampa Bays Vincent Lecavalier (19 år, 330 dagar) har varit yngre. Toews hade redan under rookiesäsongen utsetts till assisterande lagkapten.
I juni 2010 blev Toews utsedd till Stanley Cup playoffs mest värdefulla spelare. Han vann därmed Conn Smythe Trophy, när hans Chicago Blackhawks vann Stanley Cup efter att ha besegrat Philadelphia Flyers med 4-2 i matcher. 2010 blev också Toews medlem i Trippelguldklubben då han nu har vunnit OS-guld, VM-guld och Stanley Cup.
Efter två mindre framgångsrika säsonger vann Toews och Blackhawks återigen Stanley Cup 2013, Toews hade bland annat ett mål och en assist i den avgörande matchen som Blackhawks vann med 3-2 efter att gjort två mål på 17 sekunder. Samma säsong skulle Toews även vinna Frank J. Selke Trophy för ligans bästa defensiva spelare. Blackhawks tog även mest poäng och klubben tilldelades Presidents' Trophy.
2014 medverkade Toews i OS i Sotji, där vann han ett OS-Guld med sitt Kanada, det andra på 3 år. Han gjorde finalmatchens första mål som även blev det matchavgörande.

## Statistik

### Klubbkarriär
|             |                             |             |         | Grundserie | Grundserie | Grundserie | Grundserie | Grundserie | Grundserie |     | Slutspel | Slutspel | Slutspel | Slutspel | Slutspel | Slutspel |
| Säsong      | Lag                         | Liga        | Matcher | Mål        | Assists    | Poäng      | +/−        | Utv.       | Matcher    | Mål | Assists  | Poäng    | +/−      | Utv.     |          |          |
| ----------- | --------------------------- | ----------- | ------- | ---------- | ---------- | ---------- | ---------- | ---------- | ---------- | --- | -------- | -------- | -------- | -------- | -------- | -------- |
| 2004–05     | Shattuck-Saint Mary's       | HS          | 64      | 48         | 62         | 110        | —          | 38         | —          | —   | —        | —        | —        | —        |          |          |
| 2005–06     | North Dakota Fighting Sioux | WCHA        | 42      | 22         | 17         | 39         | —          | 22         | —          | —   | —        | —        | —        | —        |          |          |
| 2006–07     | North Dakota Fighting Sioux | WCHA        | 34      | 18         | 28         | 46         | —          | 22         | —          | —   | —        | —        | —        | —        |          |          |
| 2007–08     | Chicago Blackhawks          | NHL         | 64      | 24         | 30         | 54         | +11        | 44         | —          | —   | —        | —        | —        | —        |          |          |
| 2008–09     | Chicago Blackhawks          | NHL         | 82      | 34         | 35         | 69         | +12        | 51         | 17         | 7   | 6        | 13       | −1       | 26       |          |          |
| 2009–10     | Chicago Blackhawks          | NHL         | 76      | 25         | 43         | 68         | +22        | 47         | 22         | 7   | 22       | 29       | −1       | 4        |          |          |
| 2010–11     | Chicago Blackhawks          | NHL         | 80      | 32         | 44         | 76         | +26        | 26         | 7          | 1   | 3        | 4        | −4       | 2        |          |          |
| 2011–12     | Chicago Blackhawks          | NHL         | 59      | 29         | 28         | 57         | +17        | 28         | 6          | 2   | 2        | 4        | +4       | 6        |          |          |
| 2012–13     | Chicago Blackhawks          | NHL         | 47      | 23         | 25         | 48         | +28        | 27         | 23         | 3   | 11       | 14       | +9       | 18       |          |          |
| 2013–14     | Chicago Blackhawks          | NHL         | 76      | 28         | 40         | 68         | +26        | 34         | 19         | 9   | 8        | 17       | +3       | 8        |          |          |
| 2014–15     | Chicago Blackhawks          | NHL         | 81      | 28         | 38         | 66         | +30        | 36         | 23         | 10  | 11       | 21       | +7       | 8        |          |          |
| 2015–16     | Chicago Blackhawks          | NHL         | 80      | 28         | 30         | 58         | +16        | 62         | 7          | 0   | 6        | 6        | +2       | 10       |          |          |
| NCAA totalt | NCAA totalt                 | NCAA totalt | 76      | 40         | 45         | 85         | —          | 32         | —          | —   | —        | —        | —        | —        |          |          |
| NHL totalt  | NHL totalt                  | NHL totalt  | 645     | 251        | 313        | 564        | +189       | 355        | 124        | 39  | 69       | 108      | +19      | 82       |          |          |

### Internationellt
| År            | Lag           | Turnering     |    | Matcher | Mål | Assists | Poäng | Utv. |
| ------------- | ------------- | ------------- | -- | ------- | --- | ------- | ----- | ---- |
| 2005          | Canada West   | U17           | 6  | 8       | 4   | 12      | 2     |      |
| 2006          | Kanada        | JVM           | 6  | 0       | 2   | 2       | 2     |      |
| 2007          | Kanada        | JVM           | 6  | 4       | 3   | 7       | 12    |      |
| 2007          | Kanada        | VM            | 9  | 2       | 5   | 7       | 6     |      |
| 2008          | Kanada        | VM            | 9  | 2       | 3   | 5       | 8     |      |
| 2010          | Kanada        | OS            | 7  | 1       | 7   | 8       | 2     |      |
| 2014          | Kanada        | OS            | 6  | 1       | 2   | 3       | 0     |      |
| Senior totalt | Senior totalt | Senior totalt | 31 | 6       | 17  | 23      | 16    |      |